# Hemiprocne
Hemiprocne Nitzsch, 1829 è un genere di uccelli diffuso in Asia sud-orientale e Australasia, unico genere della famiglia Hemiprocnidae.

## Tassonomia
Il genere Hemiprocne comprende le seguenti specie:
- Hemiprocne coronata (Tickell, 1833) - rondone arboricolo crestato
- Hemiprocne longipennis (Rafinesque, 1802) - rondone arboricolo groppagrigia
- Hemiprocne comata (Temminck, 1824) - rondone arboricolo minore
- Hemiprocne mystacea (Lesson & Garnot, 1827) - rondone arboricolo dai mustacchi